# Poroçan alközség
Poroçan alközség harmadik szintű közigazgatási egység Albánia délkeleti részén, Gramsh városától légvonalban 12, közúton 32 kilométerre északkeleti irányban, a Shpat-hegység déli részén. Elbasan megyén belül Gramsh község része. Székhelye Poroçan, további települései Gjera, Holtas, Kabash és Lleshaj. A 2011-es népszámlálás alapján az alközség népessége 1269 fő.
Poroçan a Shpat-hegység déli részén, a Holta völgyét környező közép- és magashegységi vidéken terül el. Legmagasabb pontjai az alközség déli peremén a Lisec-hegy (Maja e Lisecit, 1882 m) és az északi határán emelkedő Shirok-hegy (Maja e Shirokut, 1880 m). Legjelentősebb folyója a Shirok-hegyen eredő, az alközséget kelet–nyugati irányban átszelő Holta, amelynek Poroçan vidékén egyetlen nagyobb mellékvize az északi irányból érkező Kamiçan. Az alközség közúthálózata rendkívül fejletlen, egyedül Kabashra vezet pormentesített út nyugati irányból, Pishaj felől.
Poroçan kiemelkedő természeti látványossága a Holta-szurdok (Kanioni i Holtës). A Holta folyó csaknem 3 kilométer hosszú, kelet–nyugati irányú szurdokvölgyét a Kukul i Kabashit nevű hegy (1004 m) déli oldalába vájta. A helyenként csaknem függőleges, karsztformákban, barlangokban, csorgókban bővelkedő sziklafalak magassága a 100-150 métert is eléri, a szurdok pedig helyenként 3-5 méternyire szűkül össze.